# Acronicta sachalinensis
Acronicta sachalinensis är en fjärilsart som beskrevs av Matsumura 1925. Acronicta sachalinensis ingår i släktet Acronicta och familjen nattflyn. Inga underarter finns listade i Catalogue of Life.